# Чёрная (приток Урынги)
Чёрная — река в России, протекает по Спасскому району Нижегородской области. Устье реки находится в 14 км по левому берегу Урынги. Длина реки — 17 км, площадь водосборного бассейна — 90,2 км².
Исток реки севернее села Русское Маклаково и в 16 км к юго-западу от райцентра, села Спасское. Река течёт на северо-восток по безлесой местности. Единственный населённый пункт на реке — село Татарское Маклаково.

## Данные водного реестра
По данным государственного водного реестра России относится к Верхневолжскому бассейновому округу, водохозяйственный участок реки — Сура от устья реки Алатырь и до устья, речной подбассейн реки — Сура. Речной бассейн реки — (Верхняя) Волга до Куйбышевского водохранилища (без бассейна Оки).
Код объекта в государственном водном реестре — 08010500412110000040308.